# ニコニコ軽音部
『ニコニコ軽音部』（ニコニコけいおんぶ）はニコニコ生放送で2011年3月から不定期で放送されている音楽番組である。

## 番組内容
番組テーマは「ニコニコ動画の”演奏してみた”を支援する部活動」である。
第一線のミュージシャン・アーティストをゲストに迎え、オーディションで選ばれた生徒達がゲストからの指導によって上達していく様子を生放送している。

## 出演者

### ニコニコ軽音部顧問（パーソナリティー）
- 今井里歩

### ゲストミュージシャン
- 加茂フミヨシ（春休みギター特訓編、春休みセッション特別編）
- 佐久間正英（夏休みベース特訓編、春休みセッション特別編）
- 浅倉大介（春休みセッション特別編）
- SATOKO（FUZZY CONTROL）（春休みセッション特別編）

### ニコニコ軽音部OB（ゲスト）
- 海賊王
- [TEST]
- ハリー
- 中西
- マーティ・フリードマン
- prkr
- SCANDAL
- ぎんすけ
- 茶度
- れるりり
- ティッシュ姫
- パピヨン誠
- H.J.Freaks
- に～える
- ゆうこりん
- BLACK
- ニックチョッパー
- 山葵

※VTRでの出演も含む

### ニコニコ軽音部部員（生徒）
- てん
- key（キー）
- 黒羽姫瑠
- ちーの
- はこ
- ひとくち
- べー
- みこ
- さのすけ
- いなぞん
- rio
- 羽紅
- けんちゃん
- くらうど
- たんたん
- Nary
- けーた
- テラ小室P
- ぽぺこ

## 過去の番組

### 春休みギター特訓編
ゲストミュージシャンに加茂フミヨシを迎え、全６回に渡り「Blues」「R&B」「HR/HM」「Jazz」「BossaNova（アコースティック）」「Funk（セッション）」を解説・実演。

### 夏休みベース特訓編
ゲストミュージシャンに佐久間正英を迎え、全４回に渡り「理論」「実技Ⅰ」「実技Ⅱ」「卒業式セッション」を解説・実演。

### ニコニコけいおん部goes to楽器フェア
ニコニコ軽音部OB・卒業生選抜メンバーがニコニコカーに乗り込み、パシフィコ横浜で開催される「楽器フェア」へ取材に行く。出展ブースの紹介だけでなく、会場に来ているニコニコに馴染みの深いミュージシャンの方々との交流を通じて、楽器や音楽の楽しみを伝える。

### 春休みセッション特別編
2012/4/28～29に幕張メッセで開催される「ニコニコ超会議」内に作られるセッション用スペース「ニコニコ超軽音部ブース」でのシミュレーションも兼ねて「セッション」をテーマに「セッションマスターズバンド（ギター：加茂フミヨシ、ベース：佐久間正英、キーボード：浅倉大介、ドラム：SATOKO（FUZZY CONTROL）、ボーカル：今井里歩）」が上達のコツを伝授。

### ニコニコ超軽音部　ニコニコ超会議セッション編
2012/4/28～29に幕張メッセで開催予定。
「演奏してみた」をターゲットにユーザーがプロと一緒にセッションできる環境を開放。公開生放送も行う。

## エピソード
春休みギター特訓編３時限目「HR/HM（2011年4月2日）」にて、加茂フミヨシが行ったオンライン・ギター・レッスンの受講者数・レッスンプラン詳細がギネスワールドレコーズにギネス世界記録認定され、スティーヴ・ヴァイが2011年3月に打ち立てた「Largest Online Guitar Lesson（世界最大規模のオンライン・ギター・レッスン）」の世界記録「受講者数４４５５人」を、新たに「受講者数８７７６人」に更新した。加茂フミヨシはこのレッスンの出演料を東日本大震災義援金として日本赤十字社に寄付している。上毛新聞「ギターレッスン ギネスに認定」　上毛新聞社、2011年7月1日。

## スタッフ
- プロデューサー：齋藤P
- ディレクター：ひらD
- 構成作家：ゆーやん
- 協力：に・よん・なな・みゅーじっく、xtone、Fender USA、YAMAHA、Line6、ゲッカヨ、ドワンゴクリエイティブスクール